# 懷斯峰
78°35′S 158°18′E / 78.583°S 158.300°E
懷斯峰（英語：Wise Peak）是南極洲的山峰，位於奧次地，屬於沃倫山脈的一部分，海拔高度1,580米，以生物學家命名，該山峰現時由南極條約體系管理。